# داريل باول (لاعب دوري الرغبي)
داريل باول (بالإنجليزية: Daryl Powell)‏ هو لاعب دوري الرغبي بريطاني، ولد في 21 يوليو 1965 في إنجلترا في المملكة المتحدة.